# Карбид кальция
Карби́д ка́льция (углеро́дистый ка́льций, ацетилени́д кальция) — {\displaystyle {\ce {CaC2}}} — в чистом виде бесцветные кристаллы. Бинарное неорганическое соединение кальция с углеродом.

## История получения
Впервые получен в 1862 году Фридрихом Вёлером нагреванием сплава цинка и кальция с углём.

## Получение
В настоящее время получают прокаливанием в электрических печах (температура 1900—1950 °C) смеси оксида кальция с коксом.
{\displaystyle {\ce {CaO\ +3C->[1900-1950~^{\circ }{\text{C}}]CaC2\ +CO}}}
Полученный таким образом технический продукт имеет серый, коричневый или зеленоватый цвет вследствие загрязнения углём и другими примесями. Он содержит также примеси фосфида и сульфида кальция, поэтому такой карбид кальция и полученный из него ацетилен имеют неприятный запах из-за образования фосфина и сероводорода.

## Физические свойства
При нормальных условиях карбид кальция представляет собой твёрдое кристаллическое вещество тетрагональной структуры. В чистом виде бесцветный, технический продукт имеет серый, коричневый или зеленоватый цвет из-за примесей. Технический карбид кальция содержит примеси (около 20%), включая негашеную известь, углерод и кремнезём.

## Химические свойства
При взаимодействии с водой карбид кальция гидролизуется с образованием ацетилена и гидроксида кальция (гашёной извести):
{\displaystyle {\ce {CaC2 + 2 H2O -> Ca(OH)2 + C2H2 ^}}}.
Эта реакция является экзотермической и протекает очень бурно, возможны самовозгорание ацетилена и взрыв. При нарушении правил техники безопасности возможно получение травм и ожогов.
Карбид кальция способен связывать азот при 1000 °C. На этой реакции основан цианамидный метод связывания азота:
{\displaystyle {\ce {CaC2 + N2 -> CaCN2 + C}}}.

## Применение
Основная область применения карбида кальция — промышленный синтез. Вещество используется для получения ацетилена, который в свою очередь используется в ацетиленовой сварке и резке металлов, также в карбидных лампах. Ацетилен также используется в синтезе уксусной кислоты, этилового спирта, растворителей, пластических масс, каучука, ароматических углеводородов.
Карбид кальция может использоваться для раскисления стали.

## Физиологическое действие
Карбид кальция вызывает сильные локальные эффекты при попадании в организм. Является ирритантом (раздражает глаза, кожу и дыхательные пути). Вдыхание может вызывать кашель, затруднения дыхания и отёк лёгких, однако симптомы обычно проявляются только спустя несколько часов.